# Deseada
Deseada es una película mexicana de 1951. Fue dirigida por Roberto Gavaldón y protagonizada por Dolores del Río. Se estrenó el día 5 de abril de 1951, en México. Está basada en la obra teatral La ermita, la fuente y el río, de Eduardo Marquina.

## Argumento
La historia se desarrolla en Yucatán, México. Deseada (Dolores del Río) ha quedado al cuidado de su hermana menor, Nicte (Anabel Gutiérrez), sacrificando su propia juventud y felicidad en su labor. Nicte está prometida con un caballero español llamado Manuel (Jorge Mistral), a quien no conoce. Cuando Manuel llega a Yucatán, entre él y Deseada surge inmediatamente una fuerte atracción. Pero Deseada debe sacrificar sus sentimientos para no lastimar a Nicte.

## Reparto
- Dolores del Río como Deseada.
- Jorge Mistral como Manuel.
- Anabel Gutiérrez como Nicte.
- José Baviera como Don Lorenzo.
- Arturo Soto Rangel como Don Anselmo.
- Enriqueta Reza como Quiteria.

## Comentarios
La película es un poema dramático basado en la obra teatral La Ermita, la fuente y el río, de Eduardo Marquina. El guion literario fue elaborado en conjunto por el actor José Baviera y el poeta mayista Antonio Mediz Bolio; originalmente se llamaría Xtabay. La adaptación y el guion técnico estuvo a cargo de Roberto Gavaldón y José  Revueltas. En la VII edición de los Premios Ariel otorgados por la Academia Mexicana de Artes y Ciencias Cinematográficas (AMACC), fue nominada en las categorías de Mejor Película, Edición, Fotografía, Música de fondo y Sonido. En esa misma edición ganó el galardón en la categoría de Música de fondo, a cargo de Carlos Jiménez Mabarak y Eduardo Hernández Moncada. La banda sonora incluyó también tres canciones del compositor yucateco Augusto "Guty" Cárdenas Pinelo; entre ellas, la canción "Yucalpetén", interpretada por el tenor Nicolás Urcelay, así como las canciones “A qué negar” y “Yo pienso en ti”, interpretadas por el actor Jorge Mistral, acompañadas por el Quinteto Mayab y la Orquesta Típica del Maestro José León Bojórquez.